# Leopoldo Puccioni
Leopoldo Puccioni (Siena, 21 luglio 1825 – Roma, 12 agosto 1901) è stato un magistrato e politico italiano.